# Medinaceli
Medinaceli é um município da Espanha na província de Sória, comunidade autónoma de Castela e Leão, de área 205,37 km² com população de 710 habitantes (2006) e densidade populacional de 3,40 hab/km².
Foi um importante enclave estratégico durante séculos, na confluência dos vales do Jalón e do Arbujuelo. Medinaceli passou de aglomerado celtibérico a encantadora cidade medieval. 
Pertence à rede das Aldeias mais bonitas de Espanha.

Localização do município de Medinaceli na província de Soria.

## Toponímia
Era conhecida como Oscilis durante o período romano. O topónimo é, como tantos outros da geografia espanhola, adaptação do topónimo original árabe 'madīnat Sālim': que significa 'a cidade de Salim'.

## Demografia
| Variação demográfica do município entre 1991 e 2004 | Variação demográfica do município entre 1991 e 2004 | Variação demográfica do município entre 1991 e 2004 | Variação demográfica do município entre 1991 e 2004 |
| --------------------------------------------------- | --------------------------------------------------- | --------------------------------------------------- | --------------------------------------------------- |
| 1991                                                | 1996                                                | 2001                                                | 2004                                                |
| 765                                                 | 733                                                 | 737                                                 | 697                                                 |

## Património

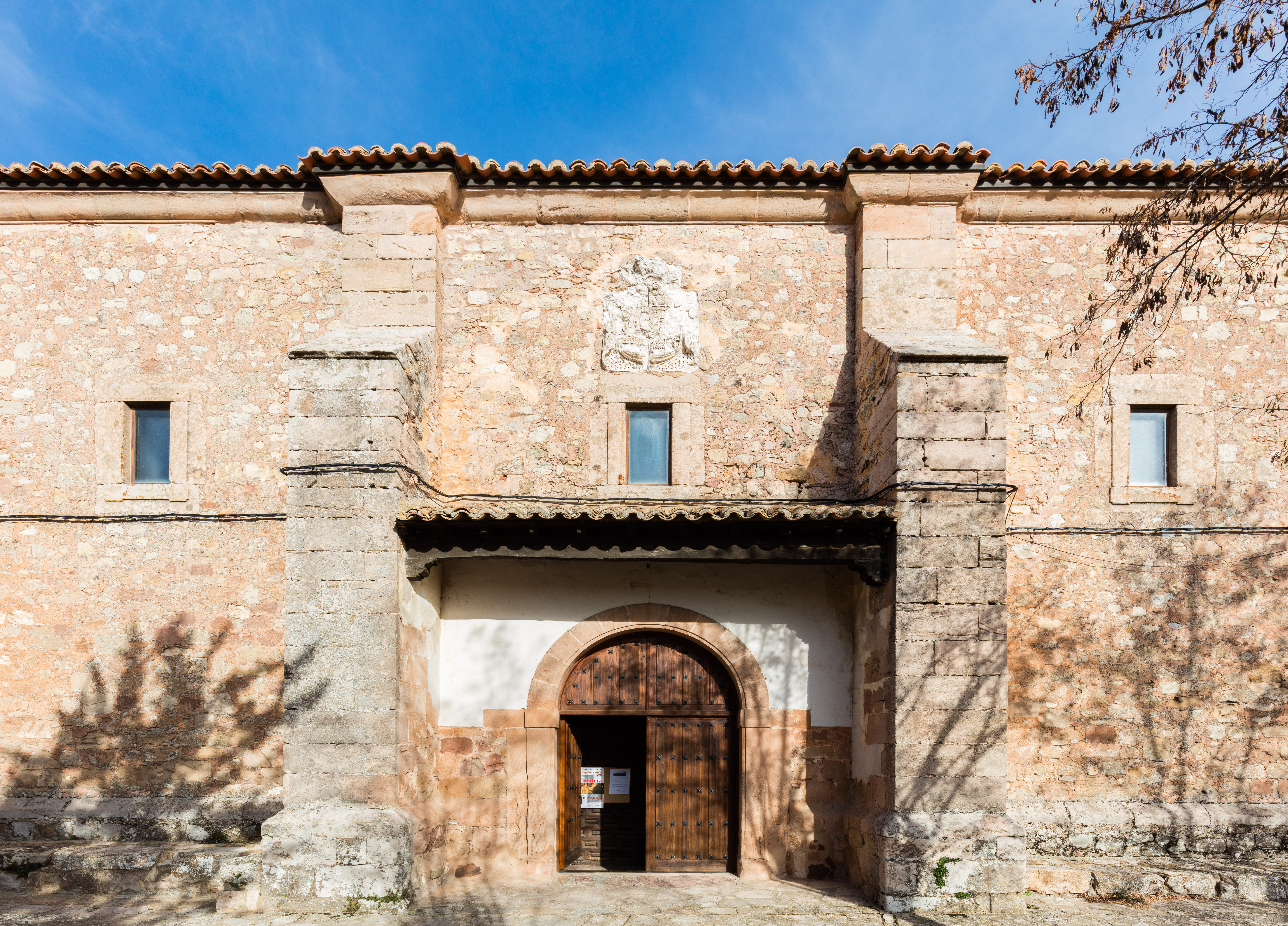
Convento de Santa Isabel.

- Praça Maior
- Palácio Ducal
- Arcos romanos
- Igrejas
- Convento de Santa Isabel